# Xavier Munyongani
Xavier Johnsai Munyongani (ur. 1 stycznia 1950 w Mutero Mission, zm. 15 października 2017 w Harare) – zimbabwejski duchowny katolicki, biskup Gweru w latach 2013-2017.

## Życiorys
Święcenia kapłańskie przyjął 20 sierpnia 1977 i uzyskał inkardynację do diecezji Gwelo. Od 1999 pracował w nowo powstałej diecezji Masvingo. Był m.in. wykładowcą i wicerektorem seminarium w Chishawasha, kierownikiem duchowym kilku stowarzyszeń katolickich oraz duszpasterzem zimbabwejskiej mniejszości w Londynie.
15 czerwca 2013 papież Franciszek mianował go biskupem diecezji Gweru. Sakry biskupiej udzielił mu 14 września 2013 bp Michael Dixon Bhasera, dotychczasowy administrator diecezji.
Zmarł w szpitalu w Harare 15 października 2017.